# 很好很强大
“很好很强大”（或很X很XX）句式，在2007年6月因《魔兽世界》汉化组的一段访谈被刊登在《魔兽世界》官方网站首页而成为一句中国流行语。

## 很好很强大
“很好很强大”（“很X很XX”）句式最早流行于《魔兽世界》的论坛小圈子中，用来抗议代理商第九城市将游戏中的骷髅加上了“肉身”，后来被《魔兽世界》官方汉化组所引用。其被采访的新闻，被《魔兽世界》官方工作人员登载于《魔兽世界》官方网站首页，供网友阅读后，这种带有反讽意味的一句话及句式才成为中国网络的流行语之一。
2008年2月22日，中国国务院新闻办公室网络局副局长彭波在一段致辞中连用3个“很X很XX”句式：
|                                                                            | 明天中国的互联网，一定会很美很绿色、很棒很健康、很好很强大！ |
| ——中国互联网主管部门领导彭波在《中国互联网视听节目服务自律公约》签署时致辞 |                                                              |

## 很黄很暴力
2007年12月27日，北京市一名张姓小学生在接受中国中央电视台《新闻联播》的《净化网络视听环境迫在眉睫》采访时告诉记者：“上次我查资料，突然蹦出一个窗口，很黄很暴力，我赶快给关了”。由于“很黄很暴力”与此前的网络流行语“很好很强大”有着相同的句式结构，所以在中国的猫扑社区，张姓小学生的采访片段图象被人以Photoshop恶搞，於是，「很黄很暴力」成为了2008年中国的第一个网络流行语。

## 很傻很天真
“很傻很天真”是中国内地媒体在报道钟欣桐回应香港艺人裸照事件说的“我承认是好天真和好傻”时普遍使用的新闻标题名称。“很傻很天真”虽然并不是由钟欣桐亲口所说，但“很傻很天真”因中国内地媒体的多次报道和与此前的“很X很XX”句式相同、很顺口，所以也成为了一句网络流行语。